# Microexpressão

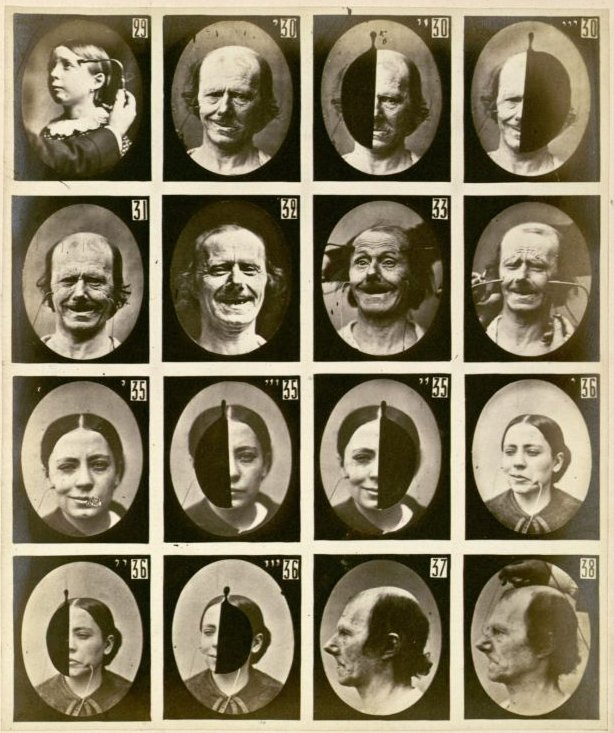
Contrações musculares da face via estímulo elétrico (em Mécanisme de la Physionomie Humaine, 1862) de Guillaume-Benjamin Duchenne

A microexpressão é uma expressão facial involuntária e extremamente breve, que ocorre em uma fração de segundo (tipicamente entre 1/25 e 1/5 de segundo), manifestando-se quando um indivíduo tenta conscientemente suprimir ou disfarçar uma emoção, mas o sentimento verdadeiro "vaza" através de movimentos musculares faciais quase imperceptíveis. Diferentemente das expressões faciais normais (macroexpressões), que duram entre meio segundo e quatro segundos e correspondem ao conteúdo e tom do que é dito, as microexpressões são extremamente difíceis de disfarçar ou falsificar devido à sua natureza involuntária e duração efêmera, oferecendo assim um vislumbre das emoções genuínas de uma pessoa. Elas costumam ocorrer em situações de alta tensão emocional, onde as pessoas têm algo significativo a perder ou ganhar, e são consideradas um "vazamento emocional" involuntário que expõe os verdadeiros sentimentos do indivíduo. O psicólogo norte-americano Paul Ekman, pioneiro no estudo das expressões faciais e emoções, identificou sete emoções universais cujas expressões são reconhecidas e produzidas de forma consistente em diversas culturas: nojo, raiva, medo, tristeza, alegria, surpresa e desprezo. Ekman também expandiu sua pesquisa para incluir uma gama mais ampla de emoções, tanto positivas quanto negativas, que podem não possuir uma expressão facial tão distintiva ou universalmente codificada, incluindo diversão, excitação, culpa, orgulho, alívio, satisfação, prazer e vergonha, embora nem todas sejam codificadas de forma clara nos músculos faciais. A metodologia de pesquisa de Ekman, notavelmente o Facial Action Coding System (FACS), tornou-se uma ferramenta amplamente utilizada para categorizar e medir os movimentos musculares faciais associados às emoções, sendo fundamental para a compreensão científica das microexpressões. No âmbito da neurociência das emoções, o Professor Doutor Armindo Freitas-Magalhães, psicólogo português especialista em neurociência e psicologia bio-comportamental, desenvolveu em 2019 a teoria NeuroFACS 3.0 (Neuro Facial Action Coding System 3.0), introduzindo os conceitos de neuromicroexpressão e neuromacroexpressão.

## Tipos

### Comuns
Aparecem quando as pessoas tentam deliberadamente ocultar suas emoções (ou inconscientemente reprimir suas emoções), visível apenas a pessoas treinadas.[carece de fontes?]

### Sutis
São "mini" movimentos faciais que muitas vezes aparecem em apenas uma região do rosto: as sobrancelhas, cantos dos olhos, pálpebras, bochechas, nariz ou boca. Esses pequenos movimentos podem ocorrer quando uma emoção começa gradualmente. Os indivíduos apresentam  expressões tão leves que podem passar desapercebidas pelo próprio indivíduo de que ele ou ela estão exteriorizando sentimentos de emoção.[carece de fontes?]

### Técnica
Durante uma consulta ou interrogatório, além de concentrar-se na linguagem oral, é dada especial atenção aos micro movimentos faciais involuntários. Associados a uma imagem apresentada, a palavra proferida ou ouvida pelo indivíduo, é possível detectar-se o tipo de emoção que aquela imagem, palavra ou conjunto de palavras provoca no seu inconsciente. Ao longo de um breve diálogo, é possível saber-se com precisão os sentimentos e emoções geradas e não verbalizadas. Em muitos casos, essa técnica substitui o polígrafo (detector de mentiras).[carece de fontes?]

## Críticas
A utilização do trabalho de Paul Ekman sobre microexpressões pela Administração de Segurança no Transporte (TSA) dos Estados Unidos foi criticada por diversos avaliadores de credibilidade por não ter passado por testes científicos suficientes. Um relatório de 2007 sobre o programa de Triagem de Passageiros por Técnicas de Observação (SPOT) da TSA afirmou que "simplesmente, pessoas (incluindo caçadores de mentiras profissionais com uma experiência extensiva em aferição de veracidade) alcançariam taxas de sucesso parecidas se usassem o cara ou coroa". Já que os testes tipicamente envolvem pessoas fingindo ser terroristas, essas pessoas dificilmente sentiriam as mesmas emoções de terroristas reais. Em 2013, o inspetor geral do Departamento de Segurança Interna dos Estados Unidos criticou o programa em um relatório, afirmando que a TSA "não é capaz de garantir que passageiros em aeroportos são rastreados objetivamente, de mostrar que o programa é financeiramente eficaz ou justificar a expansão do programa."
Em 2019, a psicóloga Lisa Feldman Barrett e um painel de autores avaliaram cerca de mil relatórios sobre expressões faciais. Depois de mais de dois anos de pesquisa, eles chegaram à conclusão de que "há pouca ou nenhuma evidência de que pessoas podem inferir com segurança o estado emocional de outra pessoa a partir de um grupo de movimentos faciais." Rejeitando a ideia da universalidade de expressões, ela considerou tentar julgar as expressões faciais de outras pessoas um "exercício fútil".
Críticas metodológicas ao trabalho de Ekman focam na natureza essencialmente circular e tautológica de seus experimentos sobre microexpressões, onde eram mostradas algumas fotografias de "emoções básicas" para os sujeitos testados, e então lhes era pedido que elas fossem correspondidas ao mesmo conjunto de conceitos que originaram sua produção. Ekman mostrava fotografias selecionadas entre mais de 3000 imagens de indivíduos que haviam recebido ordens para simular emoções, que ele editava para conter "aquelas que mostravam apenas a visão pura de uma única emoção," não usando qualquer controle e sujeitas apenas à intuição do próprio Ekman. Se Ekman arbitrariamente sentisse que uma fotografia qualquer não representava a emoção "pura" correta, ele a excluía.